# 第14回20か国・地域首脳会合
第14回20か国・地域首脳会合（だい14かい20かこく・ちいきしゅのうかいごう、別名: G20首脳会合、G20金融サミット、2019年G20サミット首脳会議、G20大阪サミット、英語: 2019 G20 Osaka summit）は、2019年6月28日から6月29日に大阪府大阪市で開催された「G20」（主要20か国・地域）の首脳会合。正式名称は「金融世界経済に関する首脳会合」（英語: Summit on Financial Markets and the World Economy）。
日本で初めて開催されたG20首脳会合となった。会場は大阪国際見本市会場（インテックス大阪）。

## 開催地選考

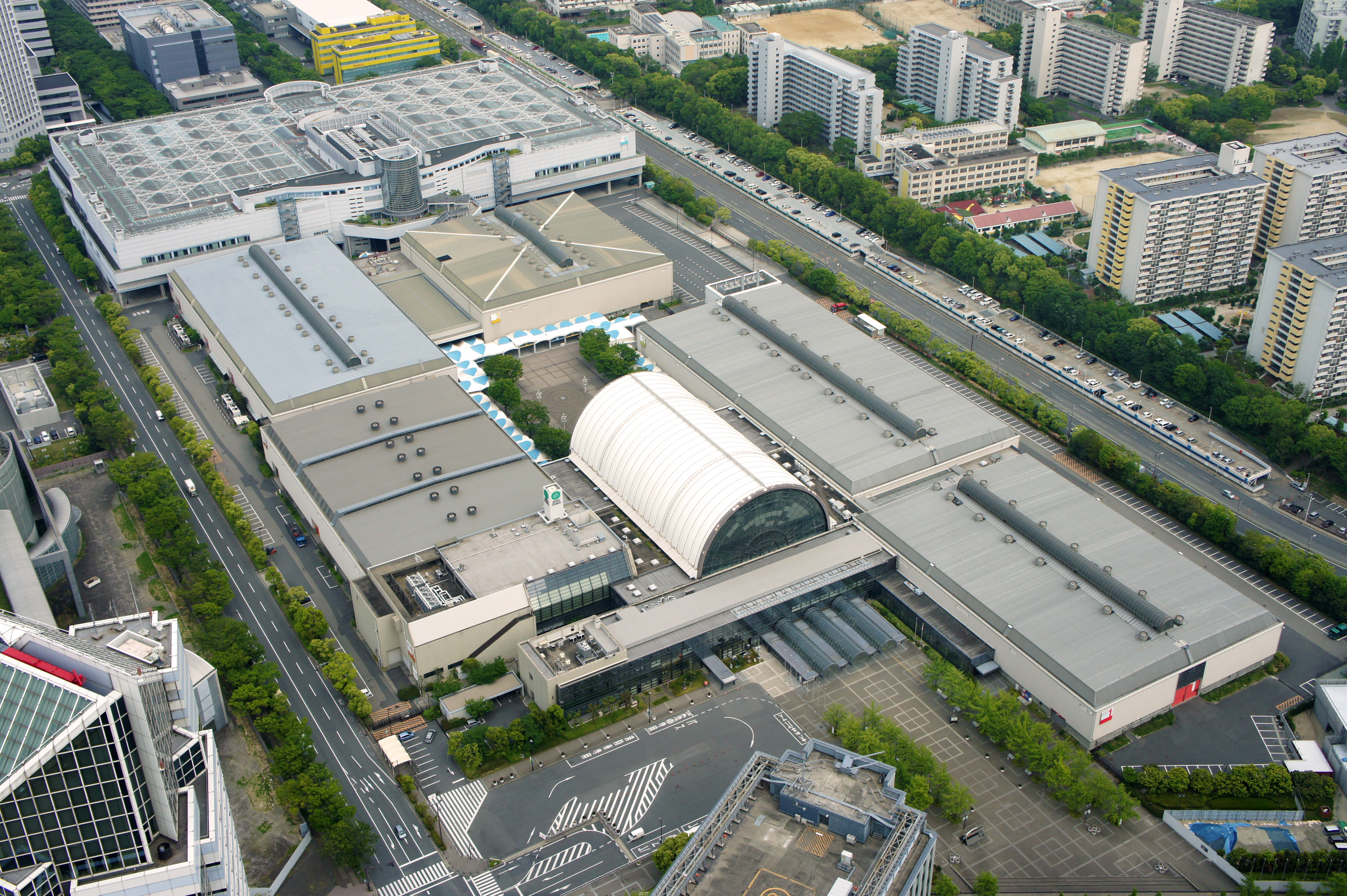
大阪国際見本市会場（インテックス大阪）

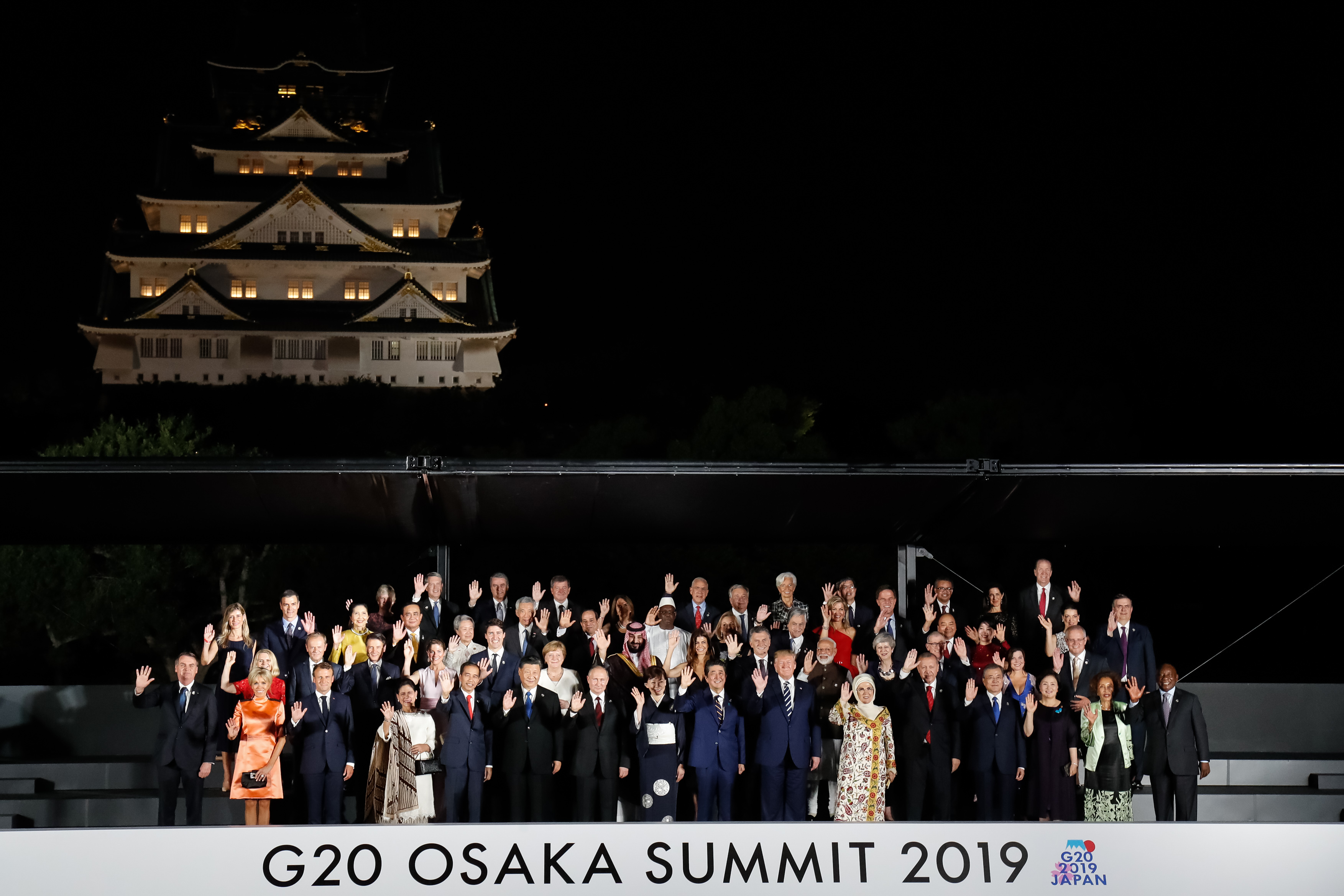
各国首脳が集まった記念撮影の様子（2019年6月28日、大阪城公園）

2017年7月8日のG20首脳会合閉幕時に日本での開催が発表された。開催都市の選定においては、大阪府と大阪市、愛知県、福岡市の4つの自治体が誘致を目指していた。
日本政府は、立候補都市でのホテルの収容人数や警備面などの実地調査をしていた。一方、「日本を訪れる各国の首脳が天皇陛下と会見することも予想される」として、東京での開催を提案する声もあったが、東京都は首脳会合と同年に開催されるラグビーワールドカップに対する影響を考慮したため、誘致には消極的な立場だった。
2018年2月20日、日本政府は首脳会合の開催地を大阪、財務大臣・中央銀行総裁会議の開催地を福岡に決定し、21日に内閣官房長官の菅義偉が正式に発表した。首脳会合の開催地として大阪が選ばれた理由として、ホテルの客室数や警備体制などで総合的に判断したとしている。
2018年4月2日、日本政府は首脳会合の開催日程と開催する関連閣僚会合を発表した。関連閣僚会合として以下の8会合が行われた。
| 閣僚会合                                                           | 開催地         | 会場                        | 日程                | 備考 |
| ------------------------------------------------------------------ | -------------- | --------------------------- | ------------------- | ---- |
| 財務大臣・中央銀行総裁会議                                         | 福岡市中央区   | ヒルトン福岡シーホーク      | 6月8日 - 6月9日     |      |
| 労働雇用大臣会合                                                   | 愛媛県松山市   | ANAクラウンプラザホテル松山 | 9月1日 - 9月2日     |      |
| 観光大臣会合                                                       | 北海道倶知安町 | ニセコHANAZONOリゾート      | 10月25日 - 10月26日 |      |
| 農業大臣会合                                                       | 新潟市中央区   | 朱鷺メッセ                  | 5月11日 - 5月12日   |      |
| 貿易・デジタル経済大臣会合                                         | 茨城県つくば市 | つくば国際会議場            | 6月8日 - 6月9日     |      |
| 持続可能な成長のためのエネルギー転換と地球環境に関する関係閣僚会合 | 長野県軽井沢町 | 軽井沢プリンスホテル        | 6月15日 - 6月16日   |      |
| 保健大臣会合                                                       | 岡山県岡山市   | ホテルグランヴィア岡山      | 10月19日 - 10月20日 |      |
| 外務大臣会合                                                       | 愛知県名古屋市 | 名古屋観光ホテル            | 11月22日 - 11月23日 |      |

## 参加国・機関
参加国・機関の一覧。37の国と機関が参加した。
| 主要20か国・地域 開催国と議長は太字で示している。 |                         |                                            |                  |
| メンバー                                          | メンバー                | 首脳                                       | 称号             |
| 日本の旗                                          | 日本                    | 安倍晋三                                   | 内閣総理大臣     |
| アメリカ合衆国の旗                                | アメリカ                | ドナルド・トランプ                         | 大統領           |
| イギリスの旗                                      | イギリス                | テリーザ・メイ                             | 首相             |
| フランスの旗                                      | フランス                | エマニュエル・マクロン                     | 共和国大統領     |
| ドイツの旗                                        | ドイツ                  | アンゲラ・メルケル                         | 連邦首相         |
| イタリアの旗                                      | イタリア                | ジュゼッペ・コンテ                         | 閣僚評議会議長   |
| カナダの旗                                        | カナダ                  | ジャスティン・トルドー                     | 首相             |
| 欧州連合の旗                                      | 欧州連合                | ドナルド・トゥスク                         | 欧州理事会議長   |
| 欧州連合の旗                                      | 欧州連合                | ジャン＝クロード・ユンケル                 | 欧州委員会委員長 |
| ロシアの旗                                        | ロシア                  | ウラジーミル・プーチン                     | 大統領           |
| 中華人民共和国の旗                                | 中国                    | 習近平                                     | 国家主席         |
| インドの旗                                        | インド                  | ナレンドラ・モディ                         | 首相             |
| ブラジルの旗                                      | ブラジル                | ジャイール・ボルソナーロ                   | 大統領           |
| メキシコの旗                                      | メキシコ                | アンドレス・マヌエル・ロペス・オブラドール | 大統領           |
| 南アフリカ共和国の旗                              | 南アフリカ共和国        | シリル・ラマポーザ                         | 大統領           |
| オーストラリアの旗                                | オーストラリア          | スコット・モリソン                         | 首相             |
| 大韓民国の旗                                      | 韓国                    | 文在寅                                     | 大統領           |
| インドネシアの旗                                  | インドネシア            | ジョコ・ウィドド                           | 大統領           |
| サウジアラビアの旗                                | サウジアラビア          | サルマーン・ビン・アブドゥルアズィーズ     | 国王             |
| トルコの旗                                        | トルコ                  | レジェップ・タイイップ・エルドアン         | 大統領           |
| アルゼンチンの旗                                  | アルゼンチン            | マウリシオ・マクリ                         | 大統領           |
| 招待国                                            |                         |                                            |                  |
| 招待者                                            | 招待者                  | 首脳                                       | 称号             |
| スペインの旗                                      | スペイン（永久招待国）  | ペドロ・サンチェス                         | 首相             |
| オランダの旗                                      | オランダ                | マルク・ルッテ                             | 首相             |
| シンガポールの旗                                  | シンガポール            | リー・シェンロン                           | 首相             |
| ベトナムの旗                                      | ベトナム                | グエン・スアン・フック                     | 首相             |
| タイ王国の旗                                      | タイ（ASEAN議長国）     | プラユット・チャンオチャ                   | 首相             |
| エジプトの旗                                      | エジプト（AU議長国）    | アブドルファッターフ・アッ＝シーシー       | 大統領           |
| チリの旗                                          | チリ（APEC議長国）      | セバスティアン・ピニェラ                   | 大統領           |
| セネガルの旗                                      | セネガル（NEPAD議長国） | マッキー・サル                             | 大統領           |
| 国際連合の旗                                      | 国際連合                | アントニオ・グテーレス                     | 事務総長         |
|                                                   | 国際通貨基金            | クリスティーヌ・ラガルド                   | 専務理事         |
|                                                   | 世界銀行                | デイヴィッド・マルパス                     | 総裁             |
|                                                   | 世界貿易機関            | ロベルト・アゼベド                         | 事務局長         |
| 国際労働機関の旗                                  | 国際労働機関            | ガイ・ライダー                             | 事務局長         |
|                                                   | 金融安定理事会          | ランダル・クォーレス                       | 議長             |
|                                                   | 経済協力開発機構        | アンヘル・グリア                           | 事務総長         |
|                                                   | アジア開発銀行          | 中尾武彦                                   | 総裁             |
| 世界保健機関の旗                                  | 世界保健機関            | テドロス・アダノム                         | 事務局長         |

また、スイスが財務トラックのみ招待され、ウエリ・マウラー大統領が参加した。

## 文化行事・夕食会
6月28日夜、大阪城天守閣を背景とする記念撮影の後、大阪城公園内の西の丸庭園と大阪迎賓館で各国首脳らが参加する文化行事と晩餐会は開催された。文化行事では狂言師・野村萬斎による「三番叟」の演出、ピアニスト・辻井伸行による「花は咲く」「ラ・カンパネッラ」の演奏とオペラ歌手・中丸三千繪による演唱が披露された。晩餐会のメニューには泉州水ナス、但馬牛や太閤ごぼうなど関西地方の食材を使った料理があり、飲み物には大阪府・岩手県・福島県の地酒、琉球泡盛、宮城県の紅茶などが含まれる。

## G20開催結果
- G20メンバー国に加え、8つの招待国、9つの国際機関代表が参加し、国内で開催された史上最大規模の首脳会議となった。[31]
- 自由貿易の推進やイノベーションを通じた世界の経済成長の牽引と格差への対処、環境・地球規模の課題への貢献等、多くの分野でG20としての力強い意志を「大阪首脳宣言」を通じて世界に発信できた。[31]
- デジタル経済、特にデータ流通や電子商取引に関する国際的なルール作りを進めていくプロセス（大阪トラック）の立上げ[32]、海洋プラスチックごみによる新たな汚染を2050年までにゼロにすることを目指す大阪ブルー・オーシャン・ビジョンの共有[33]などを発信できた。

## G20開催に伴う影響
- 開催日を含む6月27日から30日にかけて、大阪府内を中心に大規模な交通規制が行われた[34]。一般道では大阪駅や大阪城周辺などの9つのエリアで一般車やバイクの通行が制限され、阪神高速1号環状線や4号湾岸線などでも早朝から深夜まで通行止めとなった[34]。さらに、関空連絡橋や咲洲を行き来する全ての車両を対象に検問を実施した[34]。
- 6月27日から29日までの3日間、サミット会場付近の安全を確保するために中ふ頭駅の利用が停止され、利用客の乗降が不可能となった[35]。
- G20大阪サミット開催に伴う交通規制のため、咲洲地区などでは人工透析を必要とする患者が病院までの送迎サービスを利用できなくなり、一部患者は自己負担で入院する事態となった[36]。

## 出来事
- 6月27日、大阪市港区の阪神高速道路で中国の習近平国家主席（総書記）らを乗せた車列の警護中に警察車両が単独で横転する事故が起きている[37]。
- 6月28日午前、本会議の前に開催された「デジタル経済に関する首脳特別イベント」において、各国の首脳らが肩を寄せ合うようにして座っていたことから、座席の狭さについてインターネット上で話題となった[38]。
- 2019年-2020年香港民主化デモと、時期が重なったことにより中国共産党政権の独裁政治と人権蹂躙に抗議する集会とデモが大阪市内で開催された。ラビア・カーディル、香港民族党、学生動源、学生独立連盟、香港自治行動、ペマ・ギャルポ、イリハム・マハムティ、民主中国陣線、ショブチョード・テムチルトらが参加した。[39][40]

## その他
日本政府の開催関連経費（予算）は合計約484億5000万円（外務省339.8億円、警視庁が124.2億円、消防庁が9.5億円、厚生労働省が11億円）。